# Tartrato

Estructura química del tartrato.

Los tartratos son las sales y ésteres del ácido tartárico.
La más común es la llamada cremor tártaro, que es la sal bitartrato de potasio, que se encuentra de forma natural en el zumo de uva.

## Ejemplos
- Tartrato de antimonio
- Tartrato de ergotamina - Principio activo de algunos medicamentos de migraña.
- Tartrato de antimonio y potasio

## Aditivos alimentarios
Es empleado como antioxidante:
- E335 - Tartratos de sodio
- E336 - Tartratos de potasio
- E337 - Tartratos de sodio y potasio

Como emulsificante:
- E354 - Tartrato de calcio

- Datos: Q425046
- Multimedia: Tartrates / Q425046